# Scacciapensieri (émission de télévision)
Pour l’article homonyme, voir Scacciapensieri .
Scacciapensieri est une émission de télévision de la Radio télévision suisse italienne diffusée les samedi depuis 1973, initialement à 20h00 et actuellement à 18h00 environ, jusqu'au 9 novembre 2020. Durant une demi-heure, une série de dessins animés sont diffusés avec notamment les personnages de Hanna-Barbera, popeye et la Panthère Rose.
Le programme, qui était initialement diffusés après les tirages du loto, est rapidement devenu un véritable culte, non seulement en Suisse mais également en Italie (au Piémont et en Lombardie d'où l'on peut capter le signal télévision de la Suisse) ainsi qu'en région d'Émilie-Romagne et en Allemagne.
Parmi les dessins animés diffusés, l'on trouve également celui de M. Rossi et son fidèle chien parlant Gastone, tous deux né du crayon de Bruno Bozzetto. Ces deux personnages raconte d'une manière ironique la vie typique d'un commis dans les années 70'. Ils se retrouvent dans des épisodes aussi variés que la poursuite du bonheur, les difficultés du camping, de drôles de vacances en rêve et même des épisodes dans l'espace.
Un autre dessin animé nommé La bande d'Ovide raconte la vie d'une bande d'animaux sur un atoll dans le milieu de l'océan.
Le succès du programme provient également de son générique, une animation de Stripy, personnage de Bruno Bozzetto et Guido Manuli.
C'est une sorte de lapin à rayures colorées horizontales qui est, durant les 45 secondes du générique, incapable de prononcer le mot scacciapensieri, emporté par un irrépressible fou rire.